# Michael Plumb
John Michael Plumb (Islip 28 maart 1940) is een voormalig Amerikaans ruiter. Plumb nam zeven maal aan de Olympische Zomerspelen, zijn grootste successen behaalde hij in de landenwedstrijd eventing met twee titels en drie zilveren medailles, daarnaast won hij in Montreal de zilveren medaille individueel. In 1974 won hij de wereldtitel in de landenwedstrijd en een zilveren medaille individueel.

## Resultaten
- Olympische Zomerspelen 1960 in Rome uitgevallen individueel eventing met Markham
- Olympische Zomerspelen 1960 in Rome uitgevallen landenwedstrijd eventing met Markham
- Olympische Zomerspelen 1964 in Tokio 15e individueel eventing met Bold Minstrel
- Olympische Zomerspelen 1964 in Tokio  landenwedstrijd eventing met Bold Minstrel
- Olympische Zomerspelen 1968 in Mexico-stad 14e individueel eventing met Plain Sailing
- Olympische Zomerspelen 1968 in Mexico-stad  landenwedstrijd eventing met Plain Sailing
- Olympische Zomerspelen 1972 in München 20e individueel eventing met Free and Easy
- Olympische Zomerspelen 1972 in München  landenwedstrijd eventing met Free and Easy
- Wereldkampioenschappen eventing 1974 in Burghley  individueel eventing met Good Mixture
- Wereldkampioenschappen eventing 1974 in Burghley  individueel eventing met Good Mixture
- Olympische Zomerspelen 1976 in Montreal  individueel eventing met Better & Better
- Olympische Zomerspelen 1976 in Montreal  landenwedstrijd eventing met Better & Better
- Wereldkampioenschappen eventing 1978 in Lexington  landenwedstrijd eventing
- Wereldkampioenschappen eventing 1982 in Luhmühlen  landenwedstrijd eventing
- Olympische Zomerspelen 1984 in Los Angeles 10e individueel eventing met Better & Better
- Olympische Zomerspelen 1984 in Los Angeles  landenwedstrijd eventing met Better & Better
- Olympische Zomerspelen 1992 in Barcelona 48e individueel eventing met Adonis
- Olympische Zomerspelen 1992 in Barcelona 10e landenwedstrijd eventing met Adonis

1912: Nordlander, Adlercreutz, Casparsson,  Horn af Åminne ·
1920: Mörner, Lundström, von Braun,  Dyrsch ·
1924: Van der Voort van Zijp, Pahud de Mortanges, De Kruijff,  Colenbrander ·
1928: Pahud de Mortanges, De Kruijff, Van der Voort van Zijp ·
1932: Thomson, Chamberlin, Argo ·
1936: Stubbendorf, Lippert, von Wangenheim ·
1948: Henry, Anderson, Thomson ·
1952: von Blixen-Finecke, Stahre, Frölén ·
1956: Weldon, Rook, Hill ·
1960: Morgan, Lavis, Roycroft ·
1964: Checcoli, Angioni, Ravano ·
1968: Allhusen, Meade, Jones ·
1972: Meade, Gordon-Watson, Parker, Phillips ·
1976: Coffin, Plumb, Davidson, Tauskey ·
1980: Blinov, Salnikov, Volkov, Rogosjin ·
1984: Plumb, Stives, Fleischmann, Davidson ·
1988: Erhorn, Baumann, Kaspareit, Ehrenbrink ·
1992: Green, Rolton, Hoy, Ryan ·
1996: Schaeffer, Rolton, Hoy, Dutton ·
2000: Dutton, Hoy, Tinney, Ryan ·
2004: Boiteau, Lyard, Courrèges, Teulère, Touzaint ·
2008: Thomsen, Ostholt, Dibowski, Klimke, Romeike ·
2012: Auffarth, Jung, Klimke, Schrade, Thomsen ·
2016: Laghouag, Lemoine, Nicolas, Vallette ·
2020: Collett, McEwen, Townend ·
2024: Canter, Collett, McEwen